# Joacim Cans
Anders Joacim Cans, född 19 februari 1970 i Mora, är en svensk sångare och låtskrivare som är medlem i heavy metal-bandet Hammerfall sedan 1996.

## Karriär
Som 14-åring flyttade Joacim Cans till Göteborg, där han först satsade på en idrottskarriär inom simning, men gick sedan över till att bara hålla på med musik. Han sökte sig till den internationellt ansedda skolan Musicians Institute i Hollywood där han blev antagen.
År 1996 blev han medlem i hårdrocksgruppen Hammerfall och är tillsammans med Oscar Dronjak den enda bandmedlemmen som varit med på alla album. Bandet har under sin karriär sålt över två miljoner album och turnerat fem varv runt jordklotet. De har vid ett flertal tillfällen varit nominerade till musikpriset Grammis både i Sverige och Tyskland, samt till Regeringens Exportpris 2008. Förutom ovan nämnda länder har bandet även rönt stora framgångar både på scen och på topplistorna i bland annat Schweiz, Österrike, Tjeckien, Ungern, Brasilien och Argentina. Hammerfall är idag en av Sveriges absolut största hårdrocksexporter och enligt internationell press och experter inom musikindustrin, ansvariga för den melodiösa hårdrockens återtåg världen över i slutet av nittiotalet. Bandet har fått tre guldskivor och har toppat den svenska albumlistan lika många gånger.

### Medverkan i olika TV-program
År 2008 medverkade Joacim Cans i TV4-programmet Körslaget. Tillsammans med sin kör, Team Cans, från Mora, lyckades de hålla sig kvar genom alla programmen och stod till slut som segrare. Efter sin medverkan i Körslaget har han uppträtt solo i flera andra offentliga arrangemang såsom Bröllopskonserten i Ockelbo 2010 (med Lasse Berghagen, Lill-Babs och Christer Sjögren) och Rhapsody in Rock. Han har även varit med i andra TV-program såsom Så ska det låta, Doobidoo, Extra! Extra!, Hells Jingle Bells och Fångarna på fortet. Han arbetar även som konferencier och föredragshållare.
2013 deltog han i Melodifestivalen med det egenskrivna bidraget "Annelie". Han tävlade i den andra deltävlingen som hölls i Göteborg den 9 februari 2013.
"Annelie" slutade på en åttondeplats i deltävlingen, testades den 17 februari samma år på Svensktoppen men kom inte in på listan. Cans gav ut soloalbumet Nu kan mörkret falla hösten 2013.

### Specialskrivna låtar
Tillsammans med det svenska damlandslaget i curling spelade Hammerfall med Joacim Cans i spetsen in en specialvideo till låten "Hearts On Fire" inför OS i Turin 2006. Denna video blev snabbt en internationell publikfavorit allt eftersom landslagets framgångar växte. Även under OS 2010 användes låten, vilket uppmärksammades av den amerikanska tv-kanaljätten CNBC.
Under 2006 specialskrevs även låten "The Fire Burns Forever" som skrevs till Friidrotts-EM i Göteborg. Även till den låten spelades det in en video där friidrottsstjärnorna Kajsa Bergqvist, Johan Wissman och Robert Kronberg medverkade. Låten spelades för första gången på EM-invigningen där cirka 100 000 personer satt i publiken på plats och cirka 250 miljoner tv-tittare världen över.